# Camponotus trapeziceps
Camponotus trapeziceps är en myrart som beskrevs av Auguste-Henri Forel 1908. Camponotus trapeziceps ingår i släktet hästmyror, och familjen myror.

## Underarter
Arten delas in i följande underarter:
- C. t. innocens
- C. t. prosaicus
- C. t. trapeziceps

## Bildgalleri

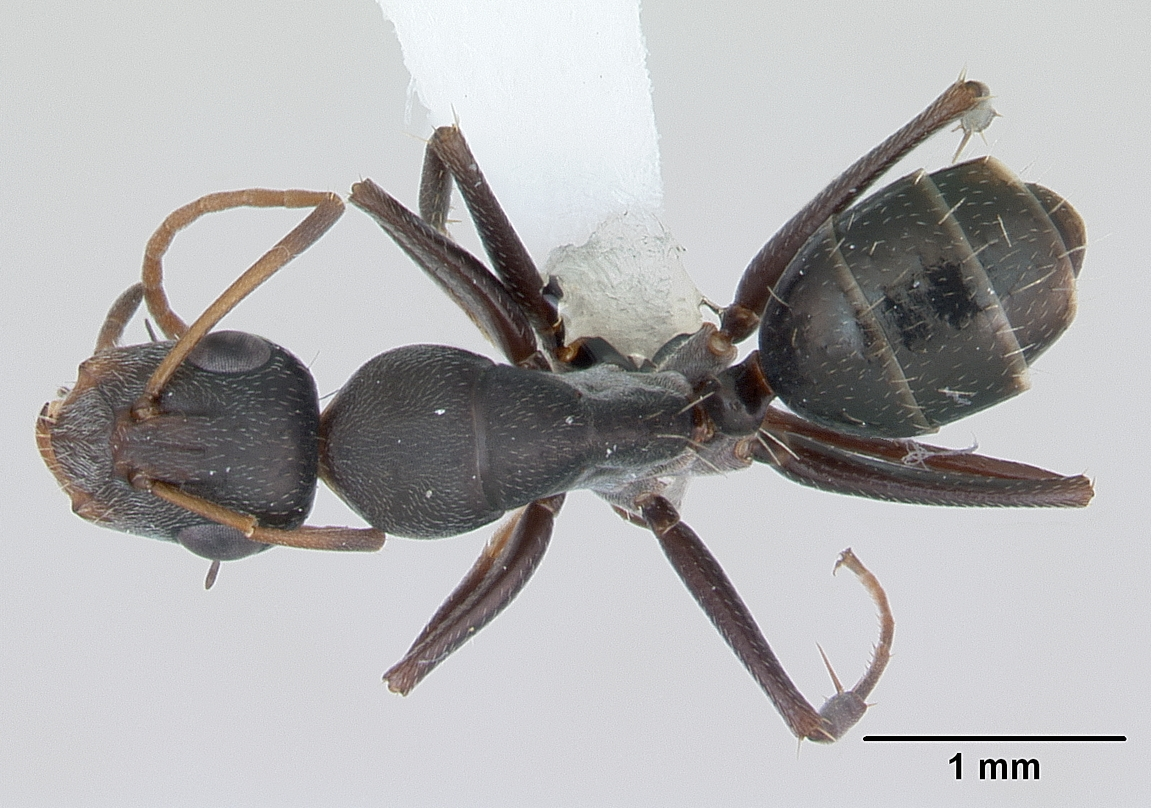
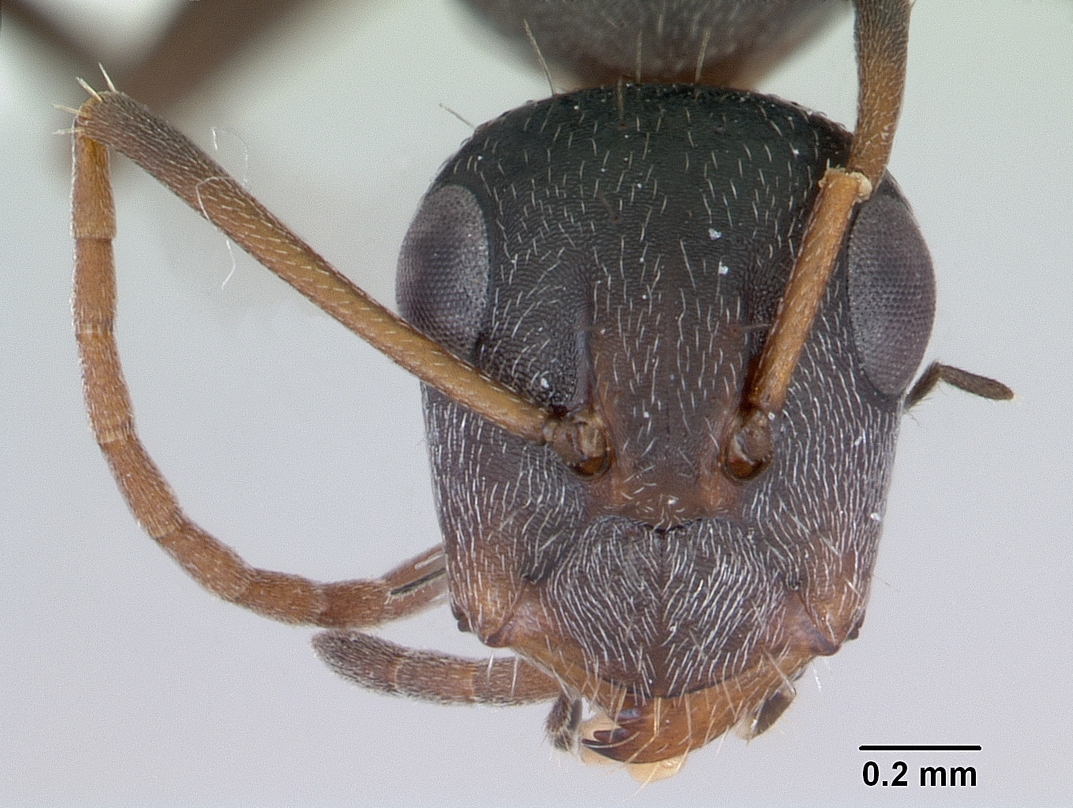
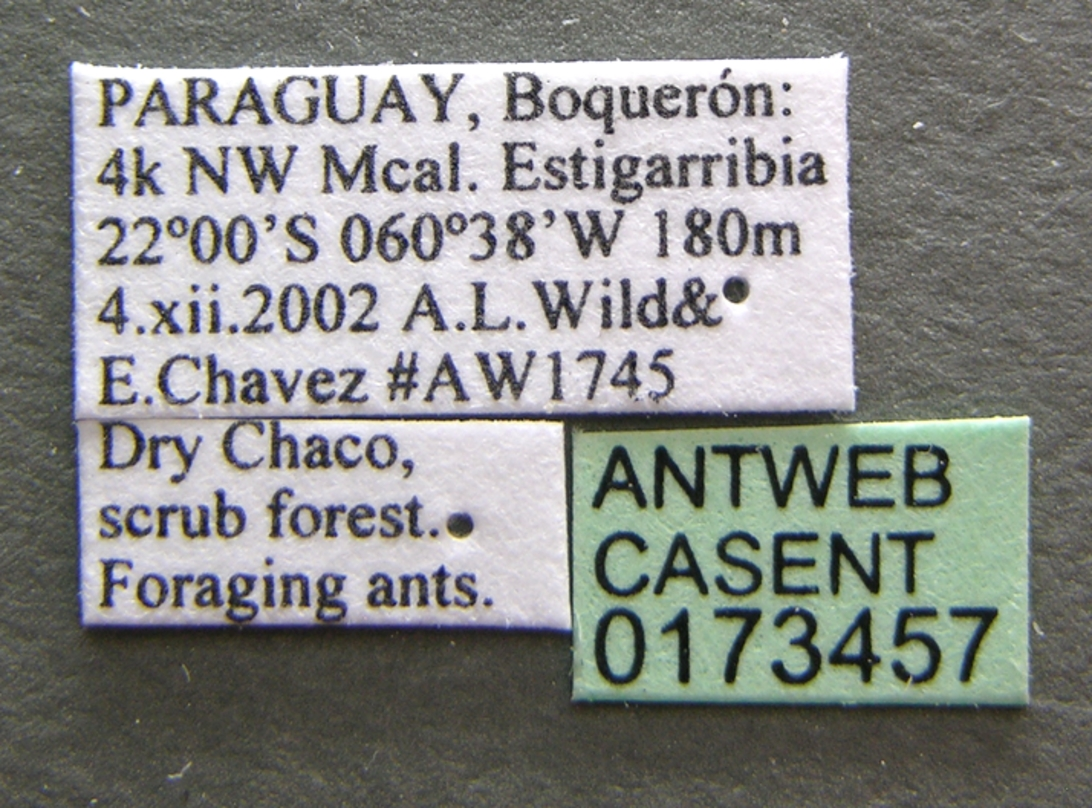
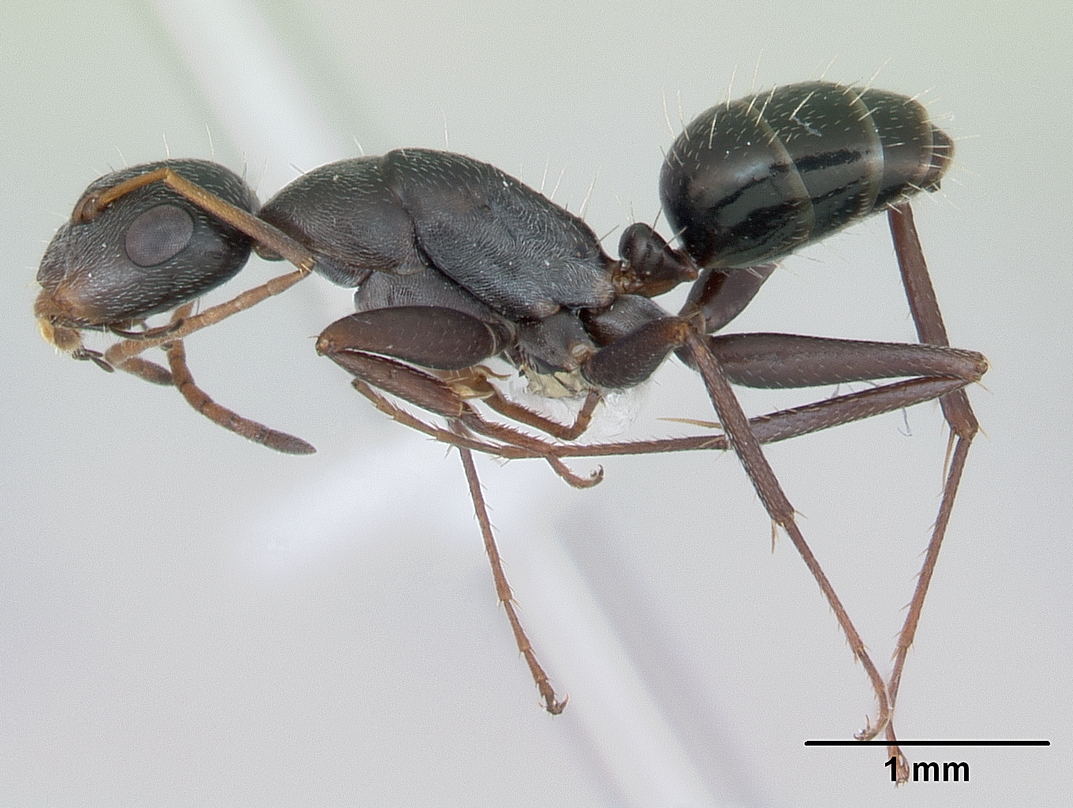